# Institut Max-Planck de propriété intellectuelle et droit de la concurrence

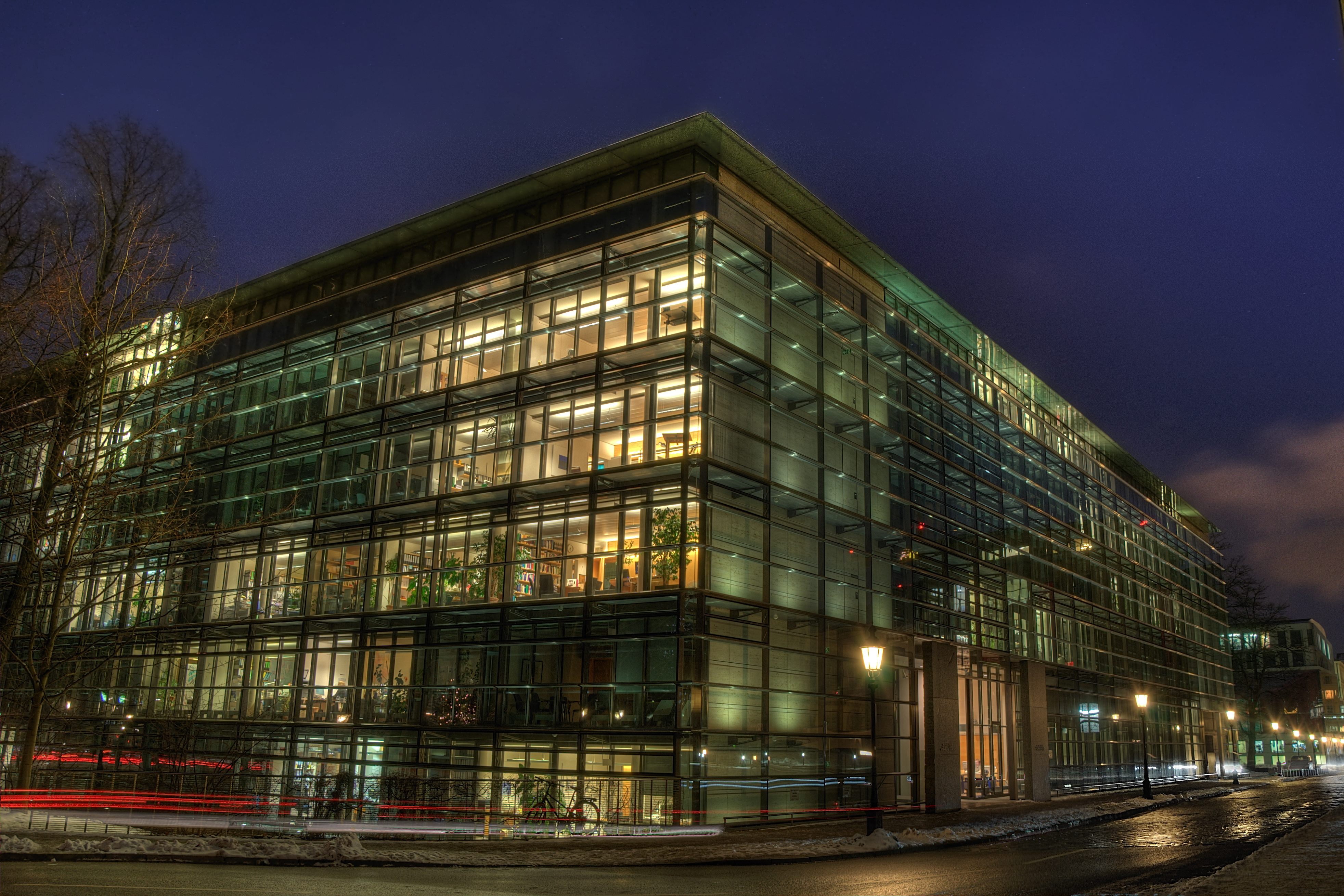
L'IMP de propriété intellectuelle et droit de la concurrence à Munich

L'Institut Max-Planck de propriété intellectuelle et droit de la concurrence est un institut de recherche extra-universitaire dépendant de la Société Max-Planck situé à Munich. L'Institut est consacré à l'étude de ces droits et en particulier de leurs relations internationales.

## Histoire
En 1952, l'université Louis-et-Maximilien de Munich fonde un "Institut pour le droit d’auteur, des marques et les brevets étrangers et à internationaux". Son premier directeur est le juriste Eduard Reimer, connu internationalement. Son successeur Eugen Ulmer pousse plus loin le travail d'étude ; il fait la promotion notamment de l'expansion du droit d'auteur et du droit de la concurrence nationaux et internationaux.
En 1966, il devient l'"Institut Max-Planck de propriété intellectuelle et droit de la concurrence". Friedrich-Karl Beier en prend la direction en 1971 puis Gerhard Schricker. L'institut acquiert une réputation sur le développement national et international d'observatoire juridique. Elle concerne notamment le travail d'analyse comparative sur l'harmonisation européenne de la loi contre la concurrence déloyale, le droit des marques et d'auteur. Ses travaux concernent également la brevetabilité des inventions biotechnologiques ou l'étude des limites en matière de propriété intellectuelle.
En 2002, outre Joseph Straus qui devient directeur, Josef Drexl, Reto M. Hilty et Wolfgang Schön entrent au conseil d'administration. Deux nouvelles unités sont créées : "Droit de la propriété intellectuelle et droit de la concurrence" qui touche principalement aux lois antitrust, et "Comptabilité et impôts". Celle-ci établit le droit en matière d'information sur les marchés des capitaux et l'imposition des sociétés dans le cadre de la réglementation économique et de la concurrence internationale. 
En 2002, est fondé aussi le Munich Intellectual Property Law Centers (MIPLC), centre indépendant de l'institut, auquel il collabore avec l'université d'Augsbourg, l'université technique de Munich ainsi que le George Washington University Law School. Son premier directeur est Joseph Straus, auquel succède Josef Drexl en 2009.
En 2009, l'institut créé le département de "Finances publiques". Il examine les problèmes, les opportunités et les défis de l'action gouvernementale, par exemple comment l'effet d'un impôt, compte tenu du cadre institutionnel, s'étend aux agents économiques, sa réaction sur les marchés et ses autres conséquences. 
En 2011, l'Institut Max Planck pour la propriété intellectuelle, la concurrence et le droit fiscal se sépare entre l'IMP de propriété intellectuelle et droit de la concurrence et l'IMP de droit fiscal et des finances publiques. Dans le même temps, ces instituts se rapprochent de l'Institut Max-Planck de droit social international, aussi à Munich.